# Preacher Creek (Birch Creek)
Der Preacher Creek ist ein 195 Kilometer langer linker Nebenfluss des Birch Creek im Interior des US-Bundesstaats Alaska.

## Verlauf
Der Preacher Creek entspringt in den White Mountains, einem Gebirgszug des Yukon-Tanana Upland. Sein Quellgebiet liegt 10 km nordnordöstlich des Mount Prindle auf einer Höhe von etwa 1220 m. Er fließt anfangs in überwiegend nordöstlicher Richtung durch ein Hügelland. Bei Flusskilometer 130 trifft der North Fork Preacher Creek von links auf den Preacher Creek. Im Mittellauf wird der Fluss am linken nördlichen Ufer von einem Höhenkamm flankiert. Bis zur Einmündung des von Süden kommenden Rock Creek bei Flusskilometer 95 verläuft der Preacher Creek im Schutzgebiet Steese National Conservation Area. Anschließend durchquert er das Tiefland von Birch Creek und Yukon River. Er verläuft dabei im Yukon Flats National Wildlife Refuge. Der Preacher Creek bildet auf seinem gesamten Flusslauf zahlreiche enge Flussschlingen. Der Preacher Creek wendet sich auf seinen letzten 30 Kilometern nach Norden und mündet schließlich knapp 50 km nordwestlich von Circle auf einer Höhe von 156 m in den Birch Creek.

## Einzugsgebiet
Der Preacher Creek entwässert ein etwa 2750 km² großes Areal. Das Einzugsgebiet grenzt im Osten und im Südosten an das des oberstrom gelegenen Birch Creek, im Südwesten an das des Chatanika River, im Westen und im Nordwesten an das des Beaver Creek sowie im Nordosten an das des Discovery Creek.

## Name
Der Flussname (preacher englisch für „Prediger“) geht auf Robert McDonald (1829–1913) zurück, ein Missionar der Church of England in Fort Yukon, der als erster Gold in einem nicht näher bestimmbaren Bach in dem Gebiet fand. Später gaben Prospektoren dem Fluss den Namen zu Ehren des Geistlichen. Der Flussname wurde schließlich 1895 vom U.S. Coast and Geodetic Survey (USC&GS) veröffentlicht.